# Newfield (Nova Jersey)
|  | Per a altres significats, vegeu «Newfield (Nova Jersey) (desambiguació)». |

Newfield és una població del Comtat de Gloucester (Nova Jersey) als Estats Units d'Amèrica. Segons el cens del 2006 tenia 1.664 habitants.

## Demografia
Segons el cens del 2000, Newfield tenia 1.616 habitants, 596 habitatges, i 470 famílies. La densitat de població era de 367 habitants/km².
Dels 596 habitatges en un 33,6% hi vivien nens de menys de 18 anys, en un 64,9% hi vivien parelles casades, en un 9,9% dones solteres, i en un 21% no eren unitats familiars. En el 17,6% dels habitatges hi vivien persones soles el 9,1% de les quals corresponia a persones de 65 anys o més que vivien soles. El nombre mitjà de persones vivint en cada habitatge era de 2,71 i el nombre mitjà de persones que vivien en cada família era de 3,04.
Per edats la població es repartia de la següent manera: un 24,4% tenia menys de 18 anys, un 7,2% entre 18 i 24, un 28,9% entre 25 i 44, un 25,3% de 45 a 60 i un 14,2% 65 anys o més.
L'edat mediana era de 39 anys. Per cada 100 dones de 18 o més anys hi havia 83,8 homes.
La renda mediana per habitatge era de 51.875 $ i la renda mediana per família de 59.934 $. Els homes tenien una renda mediana de 39.926 $ mentre que les dones 28.750 $. La renda per capita de la població era de 21.063 $. Aproximadament el 5,5% de les famílies i el 6,5% de la població estaven per davall del llindar de pobresa.

## Poblacions properes
El següent diagrama mostra les poblacions més properes.